# Артур Пауер
Артур Джон Пауер (англ. Arthur John Power; нар. 12 квітня 1889, Лондон — пом. 28 січня 1960, Госпорт, Гемпшир) — британський воєначальник, адмірал флоту (1952) Королівського військово-морського флоту Великої Британії. Учасник Першої та Другої світових воєн. У ході Першої світової війни служив на бойових кораблях артилерійським офіцером, брав участь у Галліполійській кампанії. В міжвоєнний час очолював артилерійську школу та командував авіаносцем «Арк Роял». У роки Другої світової війни керував об'єднаннями Королівського флоту, грав ключову роль у плануванні та проведенні морських десантних операцій союзників на Сицилію та в Італію. На завершальному етапі війни головнокомандувач Східного флоту, провів ряд успішних операцій проти японських окупантів на Борнео та в Малаї. Після війни — Другий морський лорд, командувач Середземноморського флоту та Портсмуту.

## Біографія
Військова кар'єра
- 1904 — кадет ВМС
- 15 вересня 1905 — мічман
- 15 січня 1909 — суб-лейтенант
- 15 квітня 1910 — лейтенант
- 15 квітня 1918 — лейтенант-командер
- 31 грудня 1922 — командер
- 30 червня 1929 — кептен
- 25 червня 1940 — контрадмірал
- 4 серпня 1943 — віцеадмірал
- 6 травня 1946 — адмірал
- 22 квітня 1952 — адмірал флоту

Артур Джон Пауер народився 12 квітня 1889 року в Лондоні в сім'ї Едварда Джона Пауера та Гаррієт Мод Пауер (уроджена Вінделер). 1904 року Пауер поступив на військову службу до Королівського флоту кадетом на навчальний корабель «Британія», і вигравши королівську медаль як найкращий кадет свого року, 15 вересня 1905 року достроково отримав звання мічмана. 15 квітня 1910 року отримав звання лейтенанта з призначенням на лінійний крейсер «Індомітебл» Флоту Метрополії. У жовтні 1912 року він став першим лейтенантом міноносця «Наутілус», в 1913 році навчався в артилерійській школі HMS Excellent у Портсмуті.
Під час Першої світової війни Пауер служив артилерійським офіцером, спочатку на лінкорі «Магніфішент», згодом на крейсері «Роял Артур», а потім на моніторі «Реглан». У складі екіпажу «Реглана» брав участь у Дарданелльській кампанії, пізніше переведений на лінійний крейсер «Принцес Роял» Великого флоту. 15 квітня 1918 року він отримав звання лейтенант-командера.
Після війни Пауер продовжив службу на керівних посадах артилерійської школи флоту HMS Excellent. У січні 1923 року він став помічником директора Департаменту військово-морського озброєння Адміралтейства, а в 1925 році після навчання в Королівському військово-морському штабному коледжі став виконавчим офіцером на кораблі HMS Hood, флагманському кораблі ескадри лінійних крейсерів на Атлантичному флоті. У 1927 році на керівній посаді Королівського військово-морського штабного коледжу, а 30 липня 1929 року отримав звання капітана. У квітні 1931 року він став флаг-капітаном 2-ї крейсерської ескадри Домашнього флоту з прапором на крейсері «Дорсетшир». У 1933 році продовжив службу в керівному складі Імперського коледжу оборони, у жовтні 1935 року став начальником артилерійської школи HMS Excellent. 29 січня 1936 року Пауер удостоєний звання командора Королівського Вікторіанського ордену. У вересні 1937 року став командиром авіаносця «Арк Роял», а в липні 1939 року — флаг-капітан авіаносних сил Домашнього флоту держави.
На цій посаді зустрінув початок Другої світової війни. У травні 1940 року призначений помічником начальника військово-морського штабу, а 25 червня 1940 року отримав звання контрадмірала. У серпні 1942 року став командиром 15-ї крейсерської ескадри Середземноморського флоту з прапором на крейсері «Клеопатра».
У травні 1943 року був призначений командиром Мальти, він відіграв провідну роль у плануванні вторгнення союзників на Сицилію в липні 1943 року. 4 серпня 1943 року підвищений у званні у віцеадмірали. Пауер керував плануванням вторгнення союзників до Італії, а у вересні 1943 року командував військово-морськими силами в ході висадки V корпусу лейтенант-генерала Чарльза Олфрі в Таранто. Після висадки він став головою військової місії союзників при італійському уряді, а також недовго був командиром 1-ї бойової ескадри та першим заступником командувача Середземноморського флоту.
У січні 1944 року Пауер став командиром 1-ї бойової ескадри та першим заступником командувача Східного флоту зі своїм прапором на лінійному крейсері «Рінаун». У листопаді 1944 року він став головнокомандувачем цього флоту, який у листопаді 1944 року перейменували на Флот Ост-Індії, і організовував та проводив серію військово-морських операцій по позиціях японської імперської армії на Борнео та Малаї. Під своїм прапором на «Клеопатрі», першому британському кораблі, який увійшов до Сінгапуру після падіння цього міста понад три роки тому. У вересні 1945 року був присутнім на остаточній капітуляції японців.
Після війни, 1 січня 1946 року, адмірал Пауер був удостоєний Великого хреста ордена Британської імперії, а в лютому 1946 року став другим морським лордом і начальником військово-морського персоналу. Підвищений до повного адмірала 6 травня 1946 року, він керував скороченням військово-морських сил після війни. У травні 1948 року він став головнокомандувачем Середземноморського флоту. У вересні 1950 року призначений головнокомандувачем сил флоту у Портсмуті. 15 січня 1951 року адмірал Пауер отримав посаду першого й головного військово-морського ад'ютанта короля і з 1952 року був одночасно підпорядковувався Головнокомандувачу ОЗС НАТО, командуванню у Ла-Манші та південній частині Північного морі. Він був присутній на похоронах короля Георга VI у лютому 1952 року.
22 квітня 1952 року отримав звання адмірала флоту.
Пауер пішов у відставку у вересні 1952 року і 27 квітня 1953 року став заступником лейтенанта Саутгемптона. У червні 1953 року брав участь у коронації королеви Єлизавети II. 28 січня 1960 року адмірал флоту Артур Пауер помер у Королівському військово-морському госпіталі Гаслара у віці 70 років.